# Grand Prix Formule 1 van Monaco 2006
De Grand Prix Formule 1 van Monaco 2006 werd gehouden op 28 mei 2006 op het Circuit de Monaco in Monte Carlo.

## Uitslag
| Positie | Nummer | Rijder               | Team                  | Ronden | Tijd/Opgave | Startplaats | Punten |
| ------- | ------ | -------------------- | --------------------- | ------ | ----------- | ----------- | ------ |
| 1       | 1      | Fernando Alonso      | Renault               | 78     | 1:43:43.116 | 1           | 10     |
| 2       | 4      | Juan Pablo Montoya   | McLaren - Mercedes    | 78     | +14.567     | 4           | 8      |
| 3       | 14     | David Coulthard      | Red Bull - Ferrari    | 78     | +52.298     | 7           | 6      |
| 4       | 11     | Rubens Barrichello   | Honda                 | 78     | +53.337     | 5           | 5      |
| 5       | 5      | Michael Schumacher   | Scuderia Ferrari      | 78     | +53.830     | 22          | 4      |
| 6       | 2      | Giancarlo Fisichella | Renault               | 78     | +1:02.072   | 9           | 3      |
| 7       | 16     | Nick Heidfeld        | BMW Sauber            | 77     | +1 Ronde    | 15          | 2      |
| 8       | 7      | Ralf Schumacher      | Toyota                | 77     | +1 Ronde    | 10          | 1      |
| 9       | 6      | Felipe Massa         | Scuderia Ferrari      | 77     | +1 Ronde    | 21          |        |
| 10      | 20     | Vitantonio Liuzzi    | Toro Rosso - Cosworth | 77     | +1 Ronde    | 12          |        |
| 11      | 12     | Jenson Button        | Honda                 | 77     | +1 Ronde    | 13          |        |
| 12      | 19     | Christijan Albers    | MF1 - Toyota          | 77     | +1 Ronde    | 16          |        |
| 13      | 21     | Scott Speed          | Toro Rosso - Cosworth | 77     | +1 Ronde    | 18          |        |
| 14      | 17     | Jacques Villeneuve   | BMW Sauber            | 77     | +1 Ronde    | 14          |        |
| 15      | 18     | Tiago Monteiro       | MF1 - Toyota          | 76     | +2 Rondes   | 17          |        |
| 16      | 23     | Franck Montagny      | Super Aguri - Honda   | 75     | +3 Rondes   | 20          |        |
| 17      | 8      | Jarno Trulli         | Toyota                | 72     | Hydrauliek  | 6           |        |
| Ret     | 15     | Christian Klien      | Red Bull - Ferrari    | 56     | Transmissie | 11          |        |
| Ret     | 10     | Nico Rosberg         | Williams - Cosworth   | 51     | Gaskleppen  | 8           |        |
| Ret     | 3      | Kimi Räikkönen       | McLaren - Mercedes    | 50     | Brand       | 3           |        |
| Ret     | 9      | Mark Webber          | Williams - Cosworth   | 48     | Uitlaat     | 2           |        |
| Ret     | 22     | Takuma Sato          | Super Aguri - Honda   | 46     | Elektrisch  | 19          |        |

## Wetenswaardigheden
- Eerste podium: Red Bull Racing.
- Laatste podium: Juan Pablo Montoya.
- Rondeleiders: Fernando Alonso 77 (1-23; 25-78) en Mark Webber 1 (24).
- Michael Schumacher zette een tijd neer van 1:13.898, waarmee hij zich op pole position kwalificeerde. Maar in zijn laatste kwalificatieronde liet hij zijn auto afslaan bij de La Rascasse-hairpin, waardoor hij als laatste moest starten.
- Giancarlo Fisichella zette een kwalificatietijd neer van 1:14.396, waarmee hij zich als vierde kwalificeerde, maar omdat hij David Coulthard hinderde, verloor hij zijn 3 beste kwalificatietijden, die hem achter Montoya, Barrichello, Trulli, Coulthard en Rosberg zette.
- Felipe Massa zette geen kwalificatietijd neer.

## Standen na de Grand Prix

### Coureurs
| Positie | Nummer | Rijder               | Team             | Punten |
| ------- | ------ | -------------------- | ---------------- | ------ |
| 1       | 1      | Fernando Alonso      | Renault          | 64     |
| 2       | 5      | Michael Schumacher   | Scuderia Ferrari | 43     |
| 3       | 2      | Giancarlo Fisichella | Renault          | 27     |
| 4       | 3      | Kimi Räikkönen       | McLaren-Mercedes | 27     |
| 5       | 4      | Juan Pablo Montoya   | McLaren-Mercedes | 23     |

### Constructeurs
| Positie | Nummers | Team             | Rijders                              | Punten |
| ------- | ------- | ---------------- | ------------------------------------ | ------ |
| 1       | 1 2     | Renault          | Fernando Alonso Giancarlo Fisichella | 91     |
| 2       | 5 6     | Scuderia Ferrari | Michael Schumacher Felipe Massa      | 63     |
| 3       | 3 4     | McLaren          | Kimi Räikkönen Juan Pablo Montoya    | 50     |
| 4       | 11 12   | Honda            | Jenson Button Rubens Barrichello     | 29     |
| 5       | 16 17   | BMW Sauber       | Nick Heidfeld Jacques Villeneuve     | 14     |

## Statistieken
| Snelste ronde | Michael Schumacher | Scuderia Ferrari | 1:15.143 |

## Noot
- Dit was de tweehonderdste Grand Prix-start voor David Coulthard. Hiermee was Coulthard de achtste coureur die minstens 200 Grands Prix had gereden.

1929 · 1930 · 1931 · 1932 · 1933 · 1934 · 1935 · 1936 · 1937 · 1948 · 1950 · 1955 · 1956 · 1957 · 1958 · 1959 · 1960 · 1961 · 1962 · 1963 · 1964 · 1965 · 1966 · 1967 · 1968 · 1969 · 1970 · 1971 · 1972 · 1973 · 1974 · 1975 · 1976 · 1977 · 1978 · 1979 · 1980 · 1981 · 1982 · 1983 · 1984 · 1985 · 1986 · 1987 · 1988 · 1989 · 1990 · 1991 · 1992 · 1993 · 1994 · 1995 · 1996 · 1997 · 1998 · 1999 · 2000 · 2001 · 2002 · 2003 · 2004 · 2005 · 2006 · 2007 · 2008 · 2009 · 2010 · 2011 · 2012 · 2013 · 2014 · 2015 · 2016 · 2017 · 2018 · 2019 · 2020 · 2021 · 2022 · 2023 · 2024 · 2025